# Beyond (série télévisée)
Pour les articles homonymes, voir Beyond.
Beyond est une série télévisée américaine en vingt épisodes de 42 minutes, créée par Adam Nussdorf et diffusée entre le 2 janvier 2017 et le 22 mars 2018 sur Freeform et en simultané au Canada sur ABC Spark.
En France, en Belgique et en Suisse, la série est diffusée sur Syfy France à partir du 27 février 2018. Elle reste inédite dans les autres pays francophones.

## Synopsis
Après douze ans de coma, Holden Matthews se réveille et se découvre doté d'étranges pouvoirs qui ne tardent pas à le plonger en plein cœur d'un complot. Holden doit tenter de comprendre ce qui lui est arrivé au cours des 12 dernières années, durant lesquelles son esprit semble avoir vécu une vie parallèle, s'acclimater à un monde qui ne l'a pas attendu pour évoluer, et surtout trouver des réponses.

## Distribution

### Acteurs principaux
- Burkely Duffield (VFB : Maxime Van Santfoort) : Holden Matthews
- Jonathan Whitesell (VFB : Alexis Flamant) : Luke Matthews
- Michael McGrady (en) (VFB : Daniel Nicodème) : Tom Matthews
- Romy Rosemont (VFB : Bernadette Mouzon) : Diane Matthews
- Jeff Pierre (VFB : Nicolas Matthys) : Jeff McArdle
- Dilan Gwyn (VFB : Claire Tefnin) : Willa Frost
- Eden Brolin : Charlie Singer (récurrente saison 1, principale saison 2)

### Acteurs récurrents
- Peter Kelamis (en) : L'homme au manteau jaune
- Alex Diakun : Arthur
- Chad Willett (en) : Pasteur Ian (13 épisodes)
- Erika Alexander : Tess Shoemacher (10 épisodes)
- Patrick Sabongui (en) : Daniel (9 épisodes)
- Toby Levins (VFB : Sébastien Hébrant) : Shériff Dayton (8 épisodes)
- Parveen Kaur : Christine (8 épisodes)
- Martin Donovan : Isaac Frost (saison 1, 3 épisodes)
- Jordan Calloway (VFB : Olivier Prémel) : Kevin McArdle (saison 1, 4 épisodes)
- Dylan Schmid : Holden jeune (saison 1, 4 épisodes)
- Oscar Camacho : Diego (saison 2, 7 épisodes)
- Jacky Lai : Riley (6 épisodes)
- Tom stevens : Stevie (saison 2, 4 épisodes)
- Lochlyn Munro : Ken Sheldrake (saison 2, 4 épisodes)
- Amy Farrington : Special Agent Gale Borden (saison 2, 3 épisodes)

## Développement
En avril 2015, ABC Family annonce la commande d'un pilote pour la série.
Le 6 octobre 2015, le site Entertainment Weekly annonce que Disney va changer le nom d'ABC Family, qui deviendra Freeform, une chaîne à destination des adolescents et jeunes adultes, dès janvier 2016. Ce changement n'aura aucune conséquence sur l'avenir du pilote de la série.
En novembre 2015, la chaîne annonce la commande d'une première saison de dix épisodes pour la série et dévoile que la production devrait commencer entre avril 2016 et novembre 2016 pour une diffusion début 2017.
Quelques mois plus tard, Freeform dévoile que la série sera disponible intégralement en vidéo à la demande sur la plateforme de streaming de la chaîne et sur le service Hulu juste après la diffusion du pilote à la télévision. Néanmoins, la série sera aussi diffusée de façon classique, c'est-à-dire un épisode par semaine à la télévision à partir du 2 janvier 2017.
Le 10 janvier 2017, la chaîne annonce le renouvellement de la série pour une deuxième saison à la suite du succès de la première saison en vidéo à la demande.
Le 29 mars 2018, la chaîne annonce l'annulation de la série après la diffusion de la seconde saison.

## Épisodes

### Première saison (2017)
La saison est disponible intégralement en vidéo à la demande depuis le 2 janvier 2017 et est aussi diffusée à la télévision depuis le même jour sur Freeform.
1. L'Éveil (Pilot)
2. Tempus Fugit (Tempus Fugit)
3. Le Royaume (Ties That Bind)
4. L'Homme à la veste jaune (The Man in the Yellow Jacket)
5. Souvenirs d'une autre vie (Fancy Meeting You Here)
6. Céleste (Celeste)
7. L'Heure du loup (The Hour of the Wolf)
8. Last Action Hero (Last Action Hero)
9. La Négociation (Out of Darkness)
10. L'Océan de la lumière (Into the Light)

### Deuxième saison (2018)
1. Une vie normale (Two Zero One)
2. Le Cancer de la vengeance (Cheers, Bitch)
3. Le monde en feu (No Es Bueno)
4. Le yo-yo et le pistolet (Knock, Knockt)
5. Six pieds sous terre (Six Feet Deep)
6. Bowling (Bedposts)
7. Bouleversements (Stir)
8. Chaud et froid (I Scream, You Scream)
9. La brèche (F.G.B.)
10. Duel et possession (There's No Home for You Here)